# Franc Staindl
‎Franc Staindl, avstrijski jezuit, filozof in teolog, * 5. maj 1675, Celovec, † 13. oktober 1750, Celovec.
Bil je rektor Jezuitskega kolegija v Gradcu (7. januar 1725-18. julij 1728), v Passau (3. april 1732-5. maj 1735), v Ljubljani (30. maj 1735 - 27. julij 1738) in Jezuitskega kolegija v Celovcu (4. avgust 1738-28. september 1741).